# Neostijlen

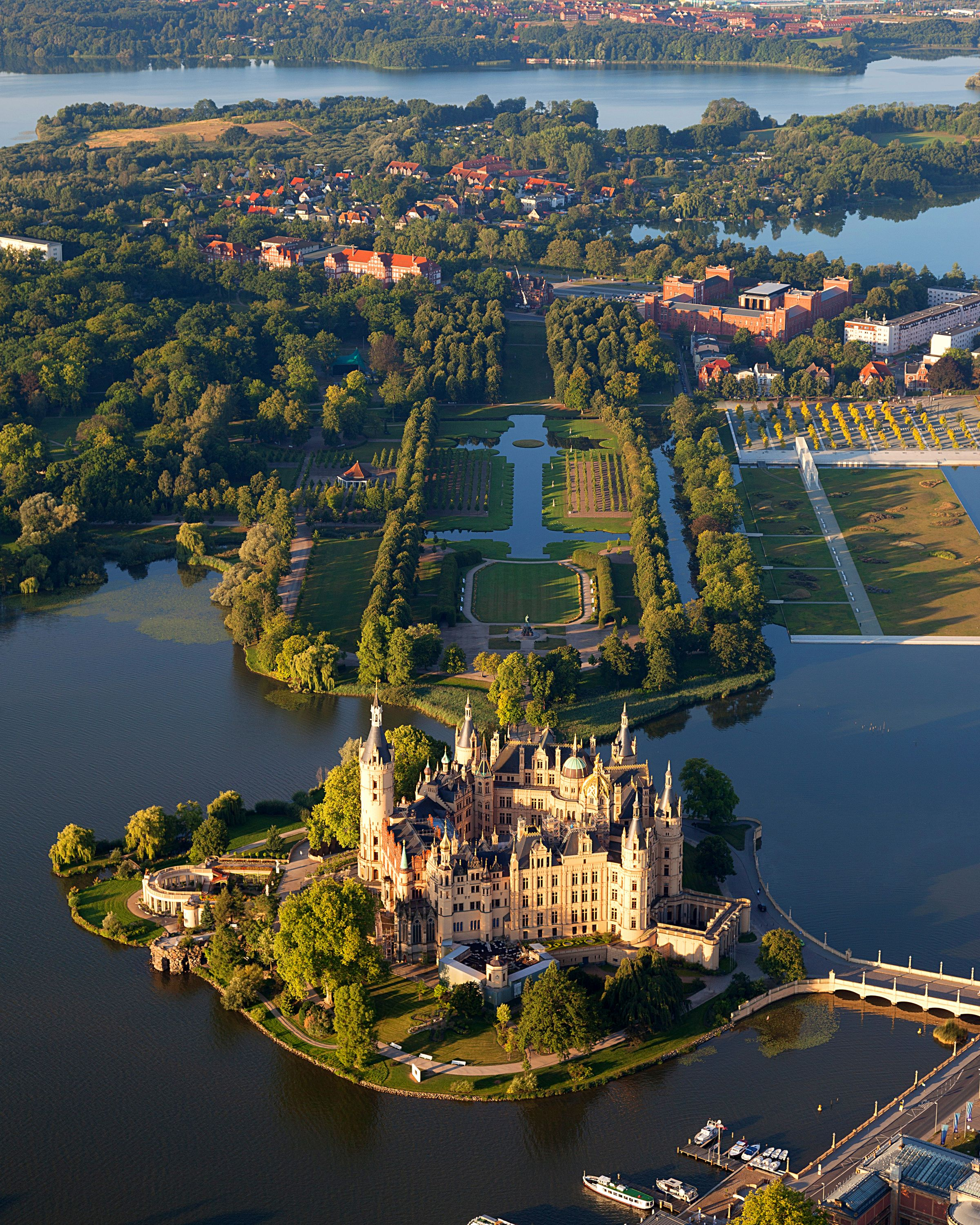
Kasteel van Schwerin, Mecklenburg, Duitsland - Neorenaissance (1857)

Neostijlen of revivalarchitectuur zijn bouwstijlen waarin wordt teruggegrepen op de oude architectuur van de gotiek, de renaissance en de barok. Het tijdperk van de neostijlen brak na ca. 1815 aan. Naar believen werden elementen uit de oude architectuur toegepast, soms zelfs gecombineerd in een enkel gebouw (dit was vooral het geval bij het zogenaamde eclecticisme).
In Amsterdam bijvoorbeeld onderging de stad na ±1880 een grote economische opbloei, waardoor er weer veel werd gebouwd en verbouwd. Hierdoor werd ook aan de architectuur een nieuwe impuls gegeven. Vooral de neorenaissance was erg populair, een neostijl waarin de oud-Hollandse stijl van het begin van de 17e eeuw herleefde. Toevallig was dat niet, aangezien de periode als een tweede Gouden Eeuw werd ervaren. Vooral veel openbare gebouwen zijn in deze periode gebouwd.

## Neogrec (1815-1845)
Het neogrec is een vorm van neoclassicisme, een typische overgangsstijl van het late classicisme van de 18e eeuw naar de neostijlen van de 19e eeuw. De stijl werd gekenmerkt door klassieke vormen, uitgevoerd met zuilen, architraven en frontons. Ook de witgepleisterde interieurs zijn typerend voor deze stijl.

## Neogotiek(1830-1920)
Bouwstijl die met name in de kerkbouw veel en langdurig is toegepast. Geïnspireerd op de middeleeuwse gotische voorbeelden met spitsbogen, boogfriezen, pinakels en drie- en vierpasvormen. De middeleeuwse, katholieke gotiek won in het begin van de 19e eeuw aan invloed omdat in de Franse tijd (1795-1813) de godsdienstvrijheid officieel werd ingevoerd. De katholieken konden nu hun schuilkerken vervangen door nieuwe kerken en kozen daarvoor bij voorkeur de gotische bouwstijl met de kenmerkende torenspits. Na ongeveer 1875 werd de samenhang tussen architectuur interieur en kerkaankleding sterker tot één concept. 

### Willem II-gotiek (1830-1860)
De door koning Willem II gepropageerde gotiek heeft als kenmerk de manier waarop de oorspronkelijk in metselwerk en natuursteen uitgevoerde constructies worden nagebootst in gips en pleisterwerk. Een belangrijk kenmerk ten opzichte van de latere neogotiek is dat gotische vormen decoratief werden toegepast en dat de gotische constructieve principes nog niet begrepen werden. De Willem II-gotiek kenmerkt zich ook door de verwerking van Engelse romantische invloeden.

## Eclecticisme(1850-1880)
In het eclecticisme werden verschillende historische stijlen gecombineerd tot een nieuw geheel. De basis is hierbij doorgaans het neoclassicisme. Het is niet uitzonderlijk dat er ook nieuwe stijlen toe werden gevoegd, zoals chaletstijl of art-nouveau-elementen.

## Neorenaissance(1870-1915)
Veel voorkomende en lang toegepaste bouwstijl die in veel varianten voorkomt. De stijl grijpt terug op motieven van de renaissancebouwkunst en dan voornamelijk de Hollandse variant. Daartoe behoren onder andere de trapgevels, speklagen, de kenmerkende horizontale lijnen die de gevel in vlakken verdelen, blokken en kruiskozijnen. Ook invloeden uit de Franse bouwstijl van de Loirekastelen met rijke, natuurstenen gevels en indrukwekkende dakpartijen, of Italiaanse voorbeelden als zuilen en rondbogen.

## Neorococo
Deze toepassing vinden we terug in grote Vlaamse steden (Antwerpen, Gent en Sint-Niklaas). Deze stijl maakt gebruik van ornamenten gehouwen uit natuursteen, en vaak erkers die prominent in beeld zijn. Architecten die deze stijl beoefden zijn Charles Hoge en Jacques De Weerdt.